# نورا آرنزدر
نُرا آرنِزِدِر (فرانسوی: Nora Arnezeder‎؛ زادهٔ ۸ مهٔ ۱۹۸۹) بازیگر و خوانندهٔ اهل فرانسه است.
از فیلم‌ها یا برنامه‌های تلویزیونی‌ای که وی در آنها نقش داشته‌است می‌توان به زانادو، خانهٔ امن، ارتش مردگان، سرباز حلبی و کلمات اشاره کرد.